# Марк Корнелий Малугиненсис (децемвир)
Вижте пояснителната страница за други личности с името Марк Корнелий Малугиненсис.
Марк Корнелий Малугиненсис (на латински: Marcus Cornelius Maluginensis) e римски сенатор, политик и военен.
Произлиза от клон Малугиненсис на фамилията Корнелии. Той е син на Луций Корнелий Малугиненсис Урицин. През 450 и 449 пр.н.е. той е член на комисията на децемвирите, която подобрява закона на дванадесетте таблици (на латински: Leges duodecim tabularum).